# 大渔镇
大渔镇是中华人民共和国浙江省温州市苍南县下辖的一个镇。
2016年1月23日，浙江省人民政府批复同意调整金乡镇管辖范围，增设大渔镇，镇政府驻溪西路7号。

## 行政区划
大渔镇下辖以下村级行政区划单位：
南行街村、北行街村、渔岙村、大岙村、小渔村和大岙心村。